# Chiesa dei Santi Cosma e Damiano ai Banchi Nuovi
La chiesa dei Santi Cosma e Damiano ai Banchi Nuovi è una chiesa monumentale di Napoli ubicata in largo Banchi Nuovi.

## Storia e descrizione
La chiesa sorge nel punto dove prima esisteva la loggia dei Banchi Nuovi. L'edificio venne fondato nel 1616 dalla Congregazione dei Barbieri e ampliato nel corso del secolo; alle strutture venne fatto un restauro diretto dall'ingegnere Luigi Giura che la ampliò ulteriormente.
La facciata utilizza l'impianto del preesistente edificio: si notano infatti gli archi a tutto sesto della loggia cinquecentesca. Nei tompagni laterali si aprono due botteghe, mentre nel centrale si apre il portale secentesco in piperno sormontato da un finestrone polilobato in stucco del Settecento; lo schema della facciata è scandito dalla presenza quattro lesene rialzate da un basamento.
Nell'interno c'è l'altare maggiore settecentesco (parzialmente depredato) sul quale era posta una tavola di Antonio Rimpatta (attualmente esposta al Museo Diocesano e proveniente probabilmente dalla precedente chiesa dei Santi Cosma e Damiano, demolita con altre tre chiese alla fine del '500 per far posto al Complesso dei Girolamini), anche gli altari laterali erano sormontati da dipinti (trasferiti in altra sede), come Il Supplizio del fuoco dei santi Cosma e Damiano attribuito a Luca Giordano e collaboratori, il San Nicola di ignoto, la Sant'Anna e il San Rocco di Nicola Russo.
Dopo 40 anni di abbandono e spoliazioni, la chiesa è stata riaperta al pubblico nell'ottobre del 2020 in seguito a un lungo restauro finanziato con i fondi europei del Grande Progetto Unesco per il Centro Storico di Napoli. L'edificio non sarà più adibito ad attività di culto.